# Senerchia
Senerchia es uno de los 118 municipios o comunas ("comune" en italiano) de la provincia de Avellino, en la región de Campania. Con cerca de 1036 habitantes, se extiende por un área de 36 km², teniendo una densidad de población de 28 hab/km². Linda con los municipios de Acerno, Campagna, Oliveto Citra, Valva Calabritto.

## Demografía
| Gráfica de evolución demográfica de Senerchia entre 1861 y 2001 |
|                                                                 |
| Fuente ISTAT - elaboración gráfica de Wikipedia                 |